# Sheriff Hutton Castle
Sheriff Hutton Castle är ett slott i Storbritannien.   Det ligger i grevskapet North Yorkshire och riksdelen England, i den centrala delen av landet, 290 km norr om huvudstaden London. Sheriff Hutton Castle ligger 62 meter över havet.
Terrängen runt Sheriff Hutton Castle är platt, och sluttar söderut. Runt Sheriff Hutton Castle är det ganska glesbefolkat, med 27 invånare per kvadratkilometer. Närmaste större samhälle är York, 15,3 km söder om Sheriff Hutton Castle. Trakten runt Sheriff Hutton Castle består till största delen av jordbruksmark.